# Slag bij Isandlwana
De Slag bij Isandlwana was een veldslag in Natal (nu een deel van Zuid-Afrika) tijdens de Zoeloe-oorlog tussen de Britten en de Zoeloes ten tijde van de kolonisatie van deze regio door het Britse Rijk. Op 22 januari 1879 werd een modern bewapend en georganiseerd Brits leger onder bevel van luitenant-kolonel Henry Pulleine mede als gevolg van een reeks blunders grotendeels afgeslacht door een overweldigende, betrekkelijk "primitief" bewapende Zoeloe-overmacht. De Zoeloes hadden weliswaar een paar duizend ouderwetse musketten bemachtigd en tevens een paar meer moderne geweren tot hun beschikking, maar daarmee waren ze niet geoefend. De overgrote meerderheid van deze strijders was gewapend met schilden, speren en knuppels. Door hun grote onverschrokkenheid en hun getalsmatige overmacht wisten ze de Britten ondanks hun inferieur geachte bewapening een pijnlijke nederlaag toe te brengen.

## Voorgeschiedenis
Premier Henry Bartle Frere van de Britse Kaapkolonie stelde in zijn agressieve uitbreidingspolitiek een ultimatum aan de Zoeloekoning Cetshwayo op 11 december 1878. Cetshwayo ging hier niet op in, waarop de Britten hem de oorlog verklaarden. Lord Chelmsford, opperbevelhebber van de Britten tijdens deze oorlog, bracht zijn troepen over van Pietermaritzburg naar Helpmekaar. Op 9 januari 1879 kwamen ze langs Rorke’s Drift en op 11 januari staken ze de Buffalo rivier over om Zoeloeterritorium binnen te dringen. 
De Britten sloegen hun kamp op bij Isandlwana, maar door de grootte van hun leger, de harde grond en het gebrek aan gereedschap om zich in te graven, deden ze niet de moeite om het kamp te versterken. Ze vertrouwden op hun superieure organisatie en wapens. De Britten zonden verkenners uit, die enkele schermutselingen leverden met de Zoeloes, maar op geen enkel moment konden ze de grote kracht van de Zoeloe inschatten. 
Het Britse leger bestond vooral uit infanterie, een groot aantal Afrikaanse hulptroepen van de Natal Native Contingent, wat eenheden van de cavalerie en een detachement van de artillerie, die twee veldkanonnen bij zich had en diverse granaatwerpers. 
Zodra het kamp bij Isandlwana was opgericht, verdeelde Chelmsford zijn leger en ging zoeken naar de hoofdmacht van de Zoeloes. Hij liet het 1e bataljon van het 24e regiment achter onder bevel van luitenant-kolonel Henry Pulleine. Pulleine had echter geen gevechtsfunctie en -ervaring. Rond 10h30 kwam kolonel Anthony Durnford in het kamp aan met vijf cavaleristen van de Natal Native horse. Als meerdere in aantal dienstjaren had Durnford het bevel moeten overnemen. Dit gebeurde echter niet en na het middagmaal trok Durnford er met zijn cavaleristen op uit om de omgeving te verkennen. Toen de patrouille op een grotere groep Zoeloe-krijgers stuitte trokken zij zich terug op de Britse rechtervleugel. Tijdens de daaropvolgende slag nam Dunford wel het commando op zich.

## De veldslag
Terwijl Chelmsford vruchteloos op zoek was naar de Zoeloes, stootten enkele bereden verkenners op het Zoeloeleger van ongeveer 20.000 man sterk. Het Zoeloeleger achtervolgde de verkenners en kwam zo bij het kamp terecht. De 1400 soldaten van Pulleine werden al heel snel overweldigd. De Zoeloes namen geen gevangenen en doodden vrijwel iedereen, met inbegrip van Pulleine en Durnford. Ongeveer 60 Britse soldaten ontkwamen. Geen van hen droeg de typische rode jas van de Britse soldaat. Cetshwayo had aan zijn mannen het bevel gegeven alle tegenstanders te doden die de rode uniformjas droegen. De overlevende Britse soldaten waren officieren die een donkerblauw uniform droegen, soldaten van de Royal Artillery die lichtblauwe uniformen hadden en cavaleristen van de Natal Mounted Police.
Een van de overlevenden was luitenant Horace Smith-Dorrien, die later aan het hoofd zou staan van het British II Corps in Vlaanderen, 35 jaar later tijdens de Eerste Wereldoorlog. Twee andere officieren, de luitenants Teignmouth Melvill en Nevill Coghill werden gedood nadat ze de Buffalo rivier waren overgestoken. Zij kregen postuum het Victoria Cross voor hun poging om de regimentsvlag te redden. Omdat de medaille tot dan nog niet postuum werd uitgereikt, zou dit duren tot 1907. 
Een ander Victoria Cross werd toegekend aan een andere overlevende, soldaat Samuel Wassall, voor het redden van een andere soldaat. 
Doorgaans gaat men ervan uit dat de Britten moeilijkheden hadden met het voldoende snel uitpakken en verdelen van de munitie, waardoor het verdedigen hoe langer hoe moeilijker werd. Doordat het erop aankwam in de strijd, moesten de munitiekistjes, waar de patronen in zaten, opengeslagen worden met de kolf van hun geweren, in plaats van de enkele schroef open te draaien. Zo vlug moesten de Britse soldaten zijn. En de munitie uitdelen aan de manschappen, om hun witte gordelkogeltassen te vullen, bleek niet haalbaar te zijn, daar de soldaten té ver van elkaar stonden tijdens de gevechten.
Sommige historici menen echter dat een gedeelte van de soldaten zich terugtrok, waardoor de Zoeloes sneller konden oprukken en dieper in de linies doordringen. Recent onderzoek heeft ook aangetoond dat de Britse verdedigingslijn te lang was en dat de Britse soldaten enkele meters van elkaar verwijderd stonden, in plaats van schouder aan schouder te vechten. Tot slot denkt men ook aan het falen van het standaardgeweer van de Britten, het Martini-Henry-geweer dat snel warm liep en vaak na enkele rondjes munitie blokkeerde. Dit kon leiden tot een verlies aan vuurkracht in een linie die zo al ver uitliep. Uiteindelijk werd het een massale slachting, door het warmlopen van hun Martini-Henry-geweren, en doordat de soldaten hun geweer moesten gebruiken als slagwapen, tegen een overmacht van Zoeloekrijgers die beter getraind waren in een man-tegen-mangevecht. 
Chelmsford was ongeveer 11 km verwijderd van de veldslag en kreeg zeker twee aanwijzingen dat het kamp werd aangevallen. Door het heuvelachtig terrein had hij echter slecht zicht op de omgeving. Klaarblijkelijk sloeg hij geen acht op beide rapporten. Een van de standaardorders bij een aanval op een kamp, was de tentlijnen los te maken zodat de soldaten niet verstrikt zouden raken. Dit gebeurde echter niet en de tenten stonden dus nog rechtop. De officieren die bij Chelmsford waren, konden met hun verrekijkers de rechtopstaande tenten zien. Chelmsford dacht dus dat het kamp niet aangevallen was. Hij keerde pas terug in de nacht van 22 januari, en zijn soldaten waren gedwongen te bivakkeren tussen hun gevallen wapenbroeders. Op dat moment konden ze ook het geluid horen van de gevechten bij Rorke's Drift.

## Na de veldslag
Isandlwana was een pyrrusoverwinning voor de Zoeloes, niet alleen omdat ze zelf ook zware verliezen hadden geleden, maar ook omdat de vrees van koning Cetshwayo bewaarheid werd: de politici in Londen, die in eerste instantie niet direct achter de oorlog van Bartle Frere stonden, veranderden door deze nederlaag tegen de `primitieve` Zoeloes, van gedachten en steunden nu volop de Britse oorlog tegen de Zoeloes. 
Weliswaar hadden de Zoeloes de eerste grote veldslag gewonnen, maar de oorlog zou aantonen dat ze te weinig (moderne) vuurkracht hadden en ondanks hun numerieke superioriteit ter plaatse zouden zij gedurende de oorlog niet meer dezelfde mankracht te velde kunnen brengen als de Britten.
De Britse regering was vastbesloten om terug te slaan en eens en voor altijd met de Zoeloes af te rekenen. Ze maakte er een prestigekwestie van, ook omdat het aanzien van Britse Rijk op het spel leek te staan. Als ze de Zoeloes niet konden verslaan, zou iedereen weten dat het imperium niet onoverwinnelijk is wat kon leiden tot opstanden en rebellie. De Britten zagen een duidelijke parallel tussen hun positie en die van het Romeinse rijk na de Slag bij het Teutoburgerwoud. Tot dit moment konden de kosten van de Zoeloe-oorlog nauwelijks gerechtvaardigd worden, maar als deze overwinning van de Zoeloes rebellie zou aanmoedigen onder andere onderdrukte volkeren binnen het Britse imperium, dan waren de kosten voor deze oorlog uiteindelijk goedkoper dan het onderdrukken van deze opstanden in andere delen van het Britse rijk. 
Het leger werd zwaar versterkt en viel nogmaals Zoeloeland binnen. De Zoeloes werden verslagen in een reeks van veldslagen die eindigde met de Slag bij Ulundi en de gevangenneming van koning Cetshwayo. De onderkoningen van de Zoeloes werden aangemoedigd door de Britten om hun onderkoninkrijken te regeren zonder het centrale gezag van de koning te erkennen. Toen koning Cetshwayo uiteindelijk weer werd vrijgelaten, vormde het uiteengeslagen koninkrijk van de Zoeloes niet langer een bedreiging voor het Britse imperium.
Door de film Zulu geloven veel mensen dat de Britse soldaten aan de Isandlwana en Rorke's Drift Welsh waren. In feite zou het regiment pas Welshmen rekruteren een decennium na het einde van de Zoeloe-oorlog. De meeste soldaten waren in feite Engels, zoals ook correct werd voorgesteld in de film Zulu Dawn.

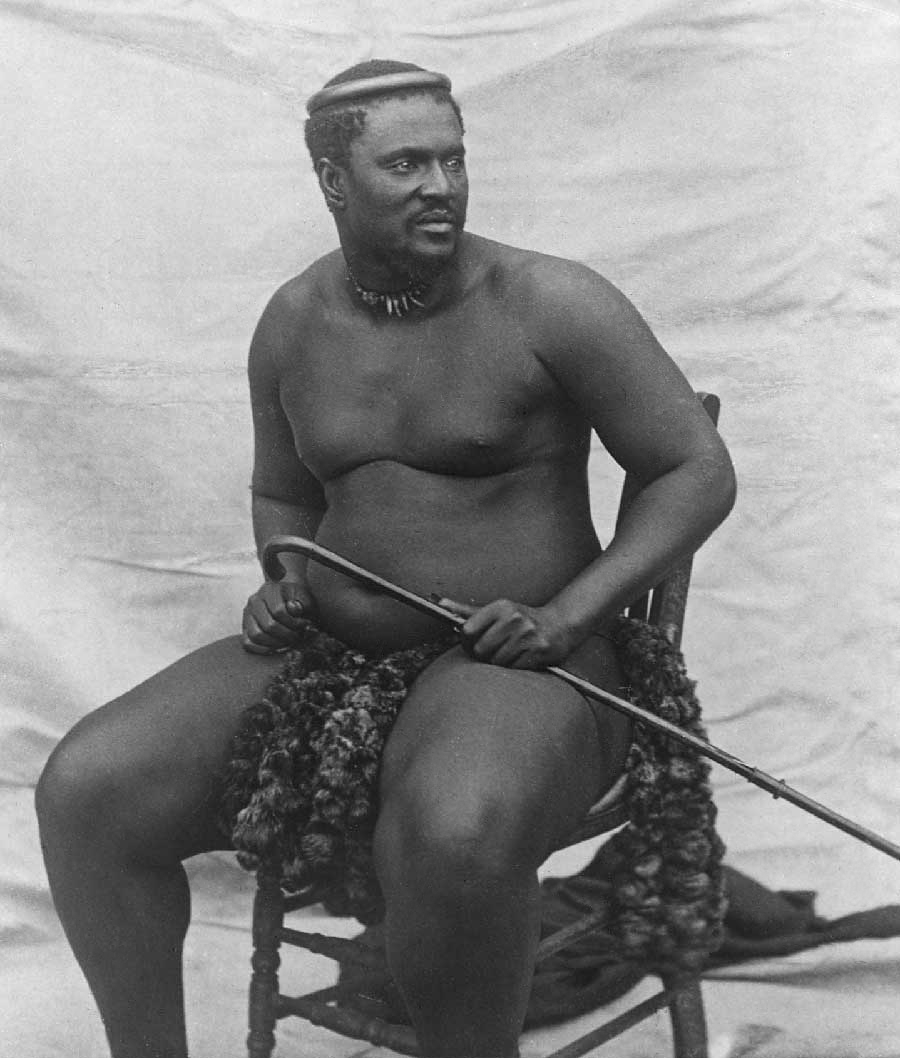
Zoeloekoning Cetshwayo, c. 1875
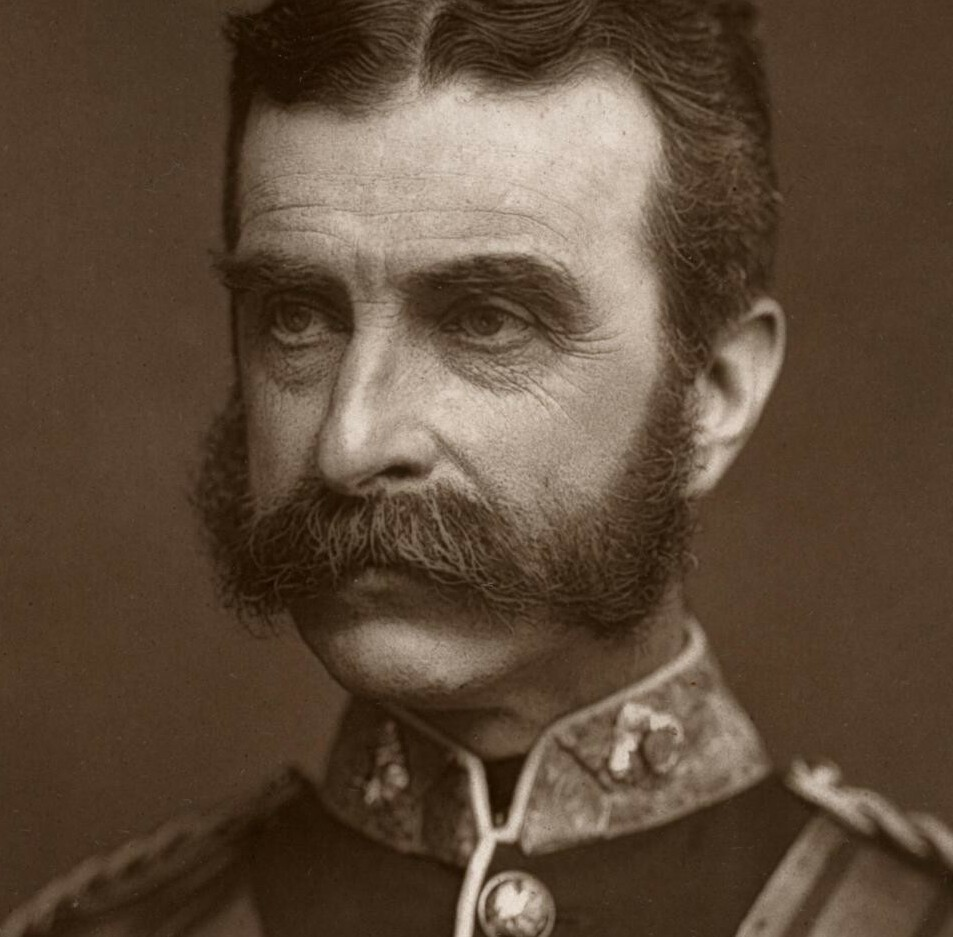
Lord Chelmsford
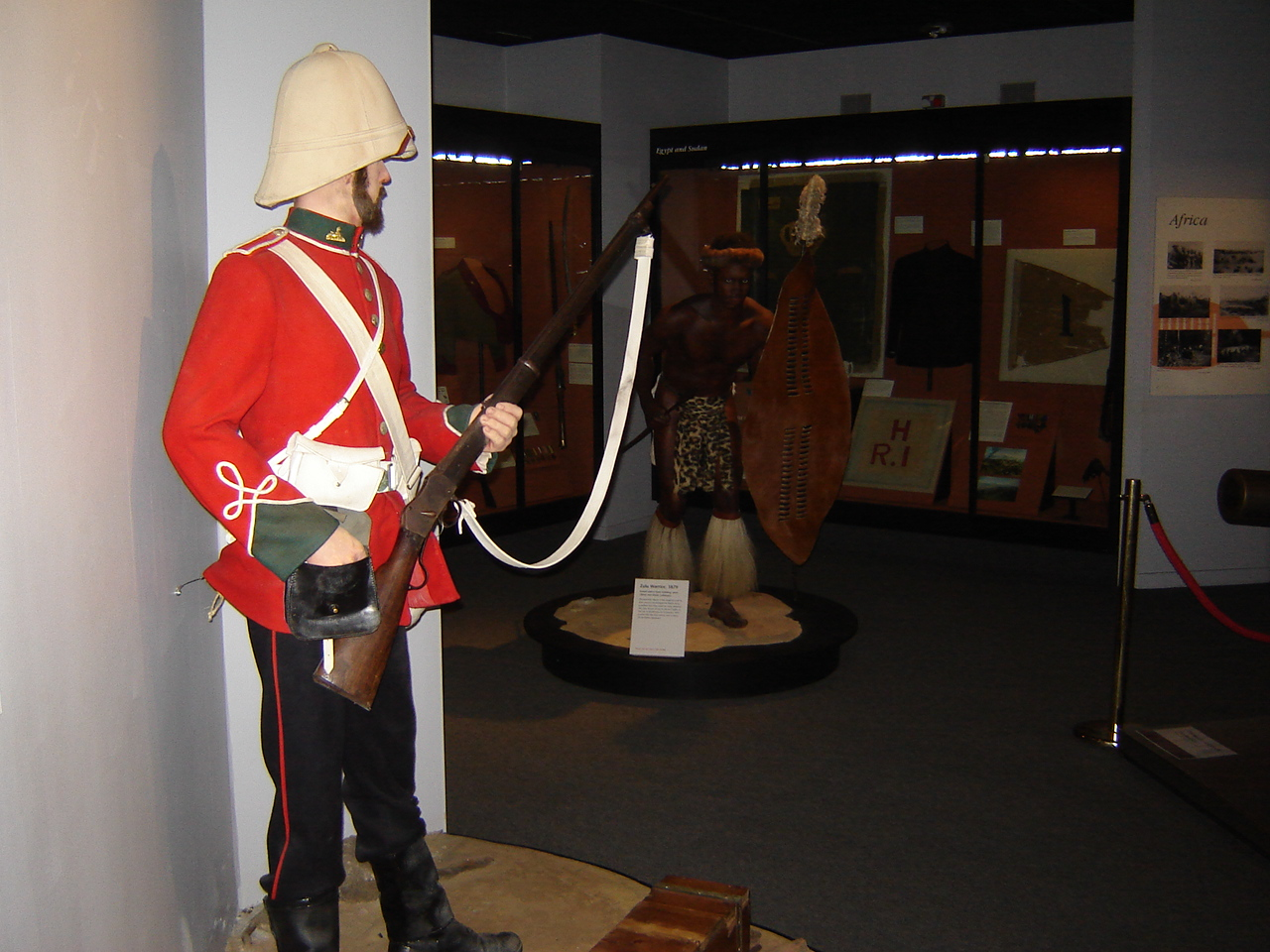
Infanterist met Martini-Henry geweer